# .lv
.lv — в Інтернеті, національний домен верхнього рівня (ccTLD) для Латвії.
На цей час єдиним реєстратором є інститут математики та інформатики ЛУ (Латвійського університету). Реєстрація виконується протягом 2-3 робочих днів. Зміна інформації про домен (зміна NS-серверів) відбувається через електронну пошту. Змінити власника домену можна, подавши письмову заявку або відправивши її по факсу/поштою (не електронною).
Вартість реєстрації домену - 12,10 євро. Реєстрація включає внесення даних у WHOIS-базу, а також делегування домену на 1 рік. Діє система знижок при оплаті відразу на кілька років.
Всі спірні питання вирішуються за допомогою прямого звернення до реєстратора.
NIC.lv [Архівовано 1 листопада 2020 у Wayback Machine.] дозволяє також реєструвати домени, які містять нестандартні символи, наприклад: Tūdaliņ.lv [Архівовано 28 лютого 2018 у Wayback Machine.]. Вартість реєстрації домену з нестандартними символами - 8,47 євро. Також цей реєстратор дозволяє тримати NS-записи домену на його DNS-сервері. Дана послуга при реєстрації домену безкоштовна.
Станом на жовтень 2020 року в цьому національному домені нараховується близько 77,900,000 вебсторінок.

## Вимоги до доменів
- Домени, що реєструються у доменній зоні .lv, повинні відповідати вимогам, що пред'являються реєстратором до доменів 2-го й 3-го рівнів

- Мінімальна довжина імені — 2 символу.

- Максимальна довжина імені, враховуючи домен першого, другого рівня не більше — 63 символів.

- Ім'я домену може складатися з букв латинського алфавіту (a-z), цифр (0-9) і мінуса (-).

- Ім'я домену може містити символи розширеного кодування (ā, ē, ī, ū, ō, ķ, ļ, ņ, ŗ, ģ, š, č, ž).

- Ім'я домену не може починатися або закінчуватися символом мінус (-).

- Ім'я домену не може містити послідовність двох мінусів поспіль (- -).

- Ім'я домену не може містити тире (–).

## Домени 2-го рівня
У наш час використовуються та приймають реєстрації доменів 3-го рівня такі доменні суфікси (відповідно, існують такі домени 2-го рівня):
| Суфікс  | Регламентовані користувачі                                            |
| .ac.lv  | Наукові та дослідницькі установи, коледжі, університети або інститути |
| .com.lv | Комерційні установи, корпорації                                       |
| .edu.lv | Наукові та дослідницькі установи, коледжі, університети або інститути |
| .gov.lv | Державні та урядові установи                                          |
| .id.lv  | Родини, приватні особи                                                |
| .mil.lv | Військові організації                                                 |
| .net.lv | Провайдери, організації, пов'язані з мережами                         |
| .org.lv | Неприбуткові, неурядові організації                                   |